# Ґао Фенхань
Ґао Фенхань (кит.: 高鳳翰; 1683 —1749) — китайський художник, різьбяр, письменник часів династії Цін.

## Життєпис
Народився у 1683 році у м. Цзячжоу (провінція Шаньдун). Походив з родини дрібного провінційного чиновника. Отримав початкову освіту. Втім не став продовжувати навчання: з 1727 року почав службову кар'єру. З 1729 виконував обов'язки судді у провінції Аньхой. Згодом служив у м. Янчжоу, де зблизився з групою «Восьми диваків з Янчжоу». У 1736 році за наклепом він був посаджений до в'язниці, де через хворобу і поганих умов утримання його права рука виявилася знерухомлених. Тоді він навчився працювати лівою. Незабаром після того, як був звільнений у 1739 році пішов у відставку, а у 1741 році повернувся до рідного міста, де займався живописом до кінця життя.

## Творчість
Малював Ґао Фенхань у жанрах «гори та води» й «квіти і птахи». При цьому більше уваги приділяв саме пейзажам. Його роботи стали особливо цінуватися, коли він став їх створювати лівою рукою.
Також Ґао Фенхань був відомим як різьбяр. Основними напрямками були вироблення ємностей для туші та печаток. Останній виготовлено до 10 тисяч. Мистецтву різьби Ґао Фенхань присвятив спеціальний трактат.